# Botellina
Botellina, en ocasiones erróneamente denominado Arbotellum, es un género de foraminífero bentónico de la familia Botellinidae, de la superfamilia Hippocrepinoidea, del suborden Hippocrepinina y del orden Astrorhizida. Su especie tipo es Botellina labyrinthica. Su rango cronoestratigráfico abarca el Holoceno.

## Discusión
Clasificaciones previas incluían Botellina en la subfamilia Hyperammininae, de la familia Hippocrepinidae, así como en el suborden Textulariina del orden Textulariida.

## Clasificación
Botellina incluye a las siguientes especies:
- Botellina goesii
- Botellina labyrinthica
- Botellina macta
- Botellina pinnata
- Botellina spiculotesta
- Botellina tasmanica
- Botellina wiesneri